# Znamensk (oblast Astrachan)
Znamensk (Russisch: Знаменск) is een stad in de Russische oblast Astrachan. Znamensk is een gesloten stad in verband met de aanwezigheid van de raketbasis Kapoestin Jar. Hier werd in 1947 de eerste Russische raket R-1 gelanceerd, een raket gebaseerd op de Duitse V2-raket.
Bestuurlijk centrum: Astrachan
Achtoebinsk · Charabali · Kamyzjak · Narimanov · Znamensk